# John Newton Williamson
John Newton Williamson (ur. 8 listopada 1855, zm. 29 sierpnia 1943) – rolnik i polityk amerykański związany z Partią Republikańską.
W latach 1903–1907 przez dwie kadencje Kongresu Stanów Zjednoczonych był przedstawicielem drugiego okręgu wyborczego w stanie Oregon w Izbie Reprezentantów Stanów Zjednoczonych.